# Rašl
Rašl (anglicky raschel machine, německy Raschelmaschine) nebo rašlový stroj je druh osnovního pletacího stroje vyvinutého v polovině 19. století.

## Z historie rašlu
Za výchozí konstrukci je považován chytový osnovní stávek (něm.: Fangkettenstuhl), jehož vynálezcem byl v roce 1855 Angličan Redgate. Tento stroj byl dále vyvinut, zejména s použitím jazýčkových jehel a pojmenován podle francouzské herečky E. F. Rachel (1821-1858).Bylo to (až do poloviny 20. století) mnohostranně použitelné, avšak těžkopádné zařízení, vhodné zejména pro pletení s hrubými jehlami. Teprve v roce 1953 přišel do praktického provozu vysoce výkonný stroj s jemnějším ojehlením a s dalšími zlepšeními, v následujících asi 5 letech pak ve variantách pro elastické příze, krajky, koberce aj. Od začátku 21. století se vyrábějí rašly s maximálním výkonem 1800 obr/min. Počet celosvětově instalovaných strojů není veřejně známý.
Podrobné informace o počtu vyrobených strojů a jejich použití se dají získat z nákladných analýz trhu, např. za 2950 USD.

## Hlavní části a funkce stroje
Na nákresu (v galerii) jsou schematicky znázorněny pracovní orgány stroje vybaveného některými přídavnými zařízeními.
K základnímu vybavení patří kladecí jehly (1), které přivádějí osnovní niti (2) k pletacím jehlám (5). Hotová pletenina (6) se odvádí pod úhlem 180 ° k osnově (na rozdíl např. k osnovním stávkům s 90 °).
Pletací jehly na rašlu jsou buďto jazýčkové nebo dvoudílné (trubičkové). Jehly jsou zachyceny v jehelním lůžku, stroje se staví s jedním nebo dvěma jehelními lůžky. Hustota ojehlení vykazuje v závislosti na požití stroje rozdíly v rozteči od cca 1 mm (např. u jemných krajek) až po 12,5 mm (např. u sítí z fóliových nití).
K ovládání jazýčkových jehel je na stroji nutný uzavírací a odhozový hřeben a srážecí drát.

### Tvorba očka na rašlu
Na nákresu (v galerii) je znázorněn postup tvorby očka na pletacím stroji s jazýčkovou jehlou:
- : a) základní poloha
- : b) otevření jazýčku
- : c) zavírání jehly
- : d) kladení niti
- : e) chytová poloha
- : f) uzavření jehly
- : g) odhoz očka

Postup pletení s dvoudílnou jehlou nebo se vzorovacími nástroji se liší od popsaného sledu jen v detailech.

### Vzorování
Ve standardním provedení je na stroji instalováno maximálně 6 lišt s kladecími jehlami, ke vzorování pleteniny se používají tzv. multibars, stroje až se 30 lištami, jako maximum se uvádí 95 kladecích přístrojů (s odpovídajícím počtem osnovních válů nebo cívek), kterými se nechá rašl vybavit. Ke vzorovacím zařízením patří dále žakárové kladecí přístroje (3) a srážecí plech (7).

#### SystémStringbar
V kladecím přístroji je lišta nahrazena drátem, na kterém jsou přilepeny vodiče niti s jehlami. Drát dostává vratný pohyb horizontálním směrem způsobený servomotorem. Servomotor je ovládán elektronicky podle vzorovacího CAD programu. Na rašlu se dá instalovat až 92 vzorovacích přístrojů. Touto technikou se mohou kladecí jehly přesazovat na větší vzdálenost, rozmanitost pletených vzorů je mnohem větší, velikost vzorů je omezena jen pracovní šířkou stroje.
První stroje v tomto provedení přišly na veřejnost v roce 2003. Např. stroje se 30 vzorovacími přístroji pracovaly v roce 2013 s rychlostí do 500 obr/min. Údaje o rozsahu použití a ekonomice výroby na strojích se stringbarem nebyly do roku 2022 publikovány.

## Použití stroje
Na rašlech se dá zpracovávat příze téměř ze všech textilních materiálů, největší část výrobků pochází ze syntetických filamentů, ze kterých se dá zhotovit několik desítek druhů textilií. Moderní stroje jsou specializované, konstruované pro určitý druh zboží. K hlavním variantám patří stroje:
- s žakárovým ústrojím[8] zejména k výrobě elastické a tuhé krajkoviny[9]
- stroje k výrobě záclonoviny[8] na vzorované záclony a ubrusy
- se srážecím plechem[10] na krajky a vzorovanou záclonovinu
- se zanášením útku [11] na technické textilie
- stroje na bezešvé úplety (seamless) [12] na funkční textilie
- na technické pleteniny[13]
- na výrobu sítí[13] na rybářské, sportovní a průmyslové sítě
- rašl se zařízením na řezání fólie[14]

## Galerie rašlů

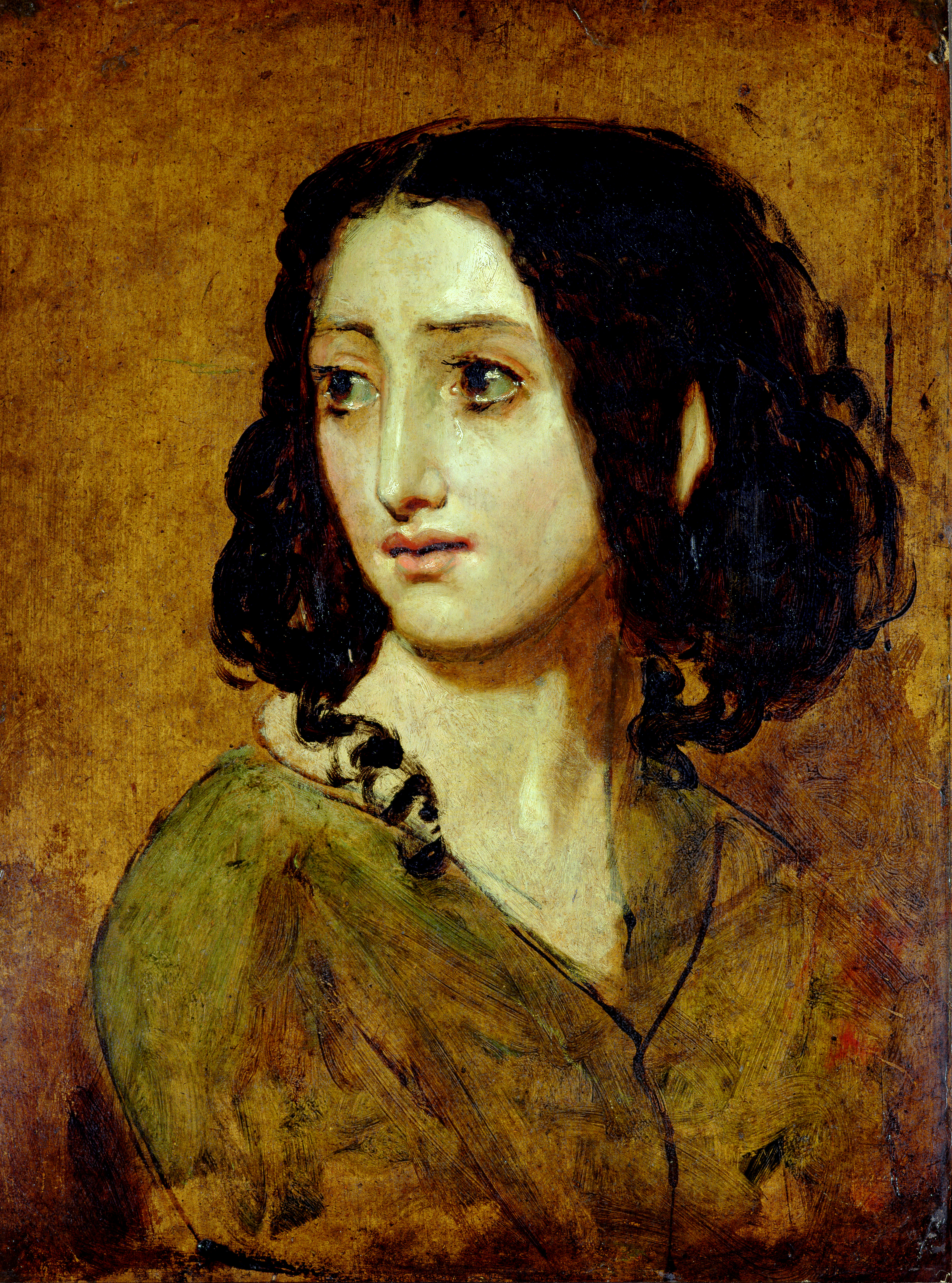
Herečka Rachel (Olejomalba 1841-45)
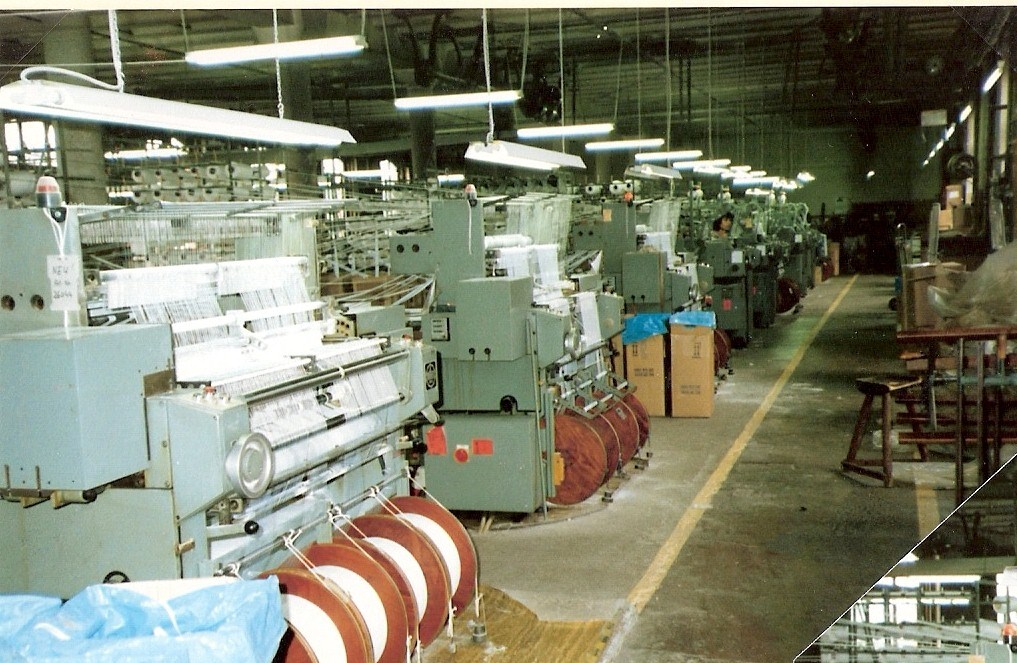
Pletárna s rašly asi v 70. letech 20. století
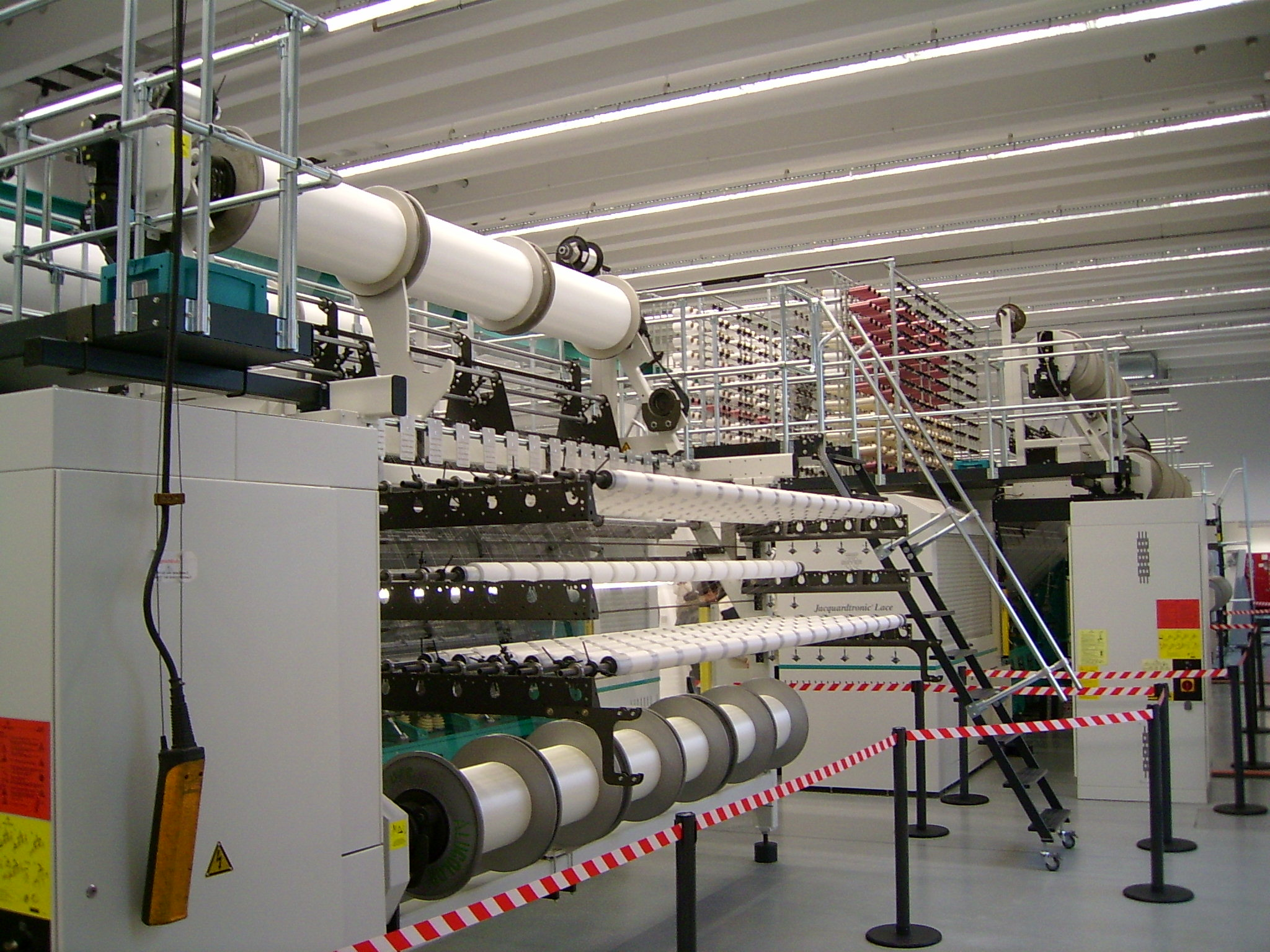
Osnovní vály a cívky na rašlu
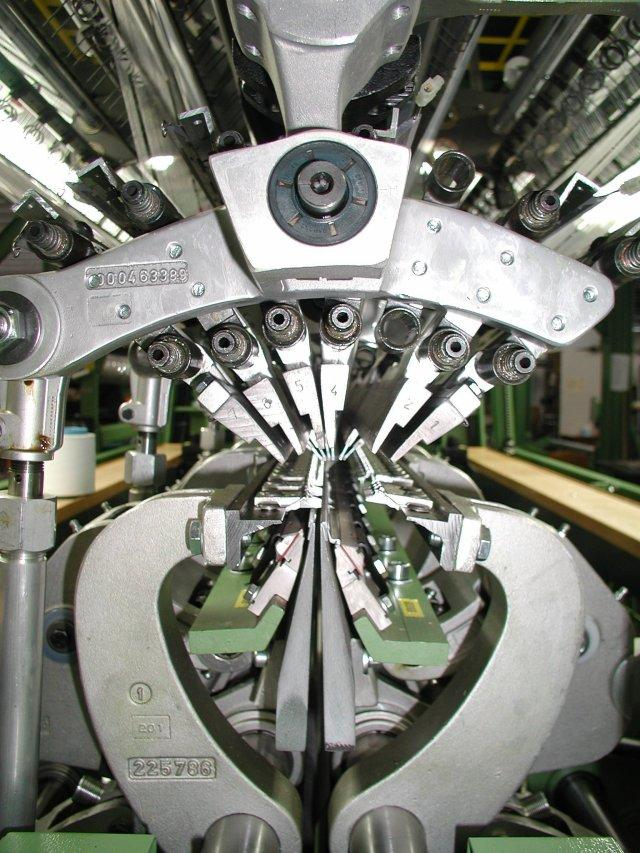
Profil dvoulůžkového rašlu se 6 kladecími přístroji
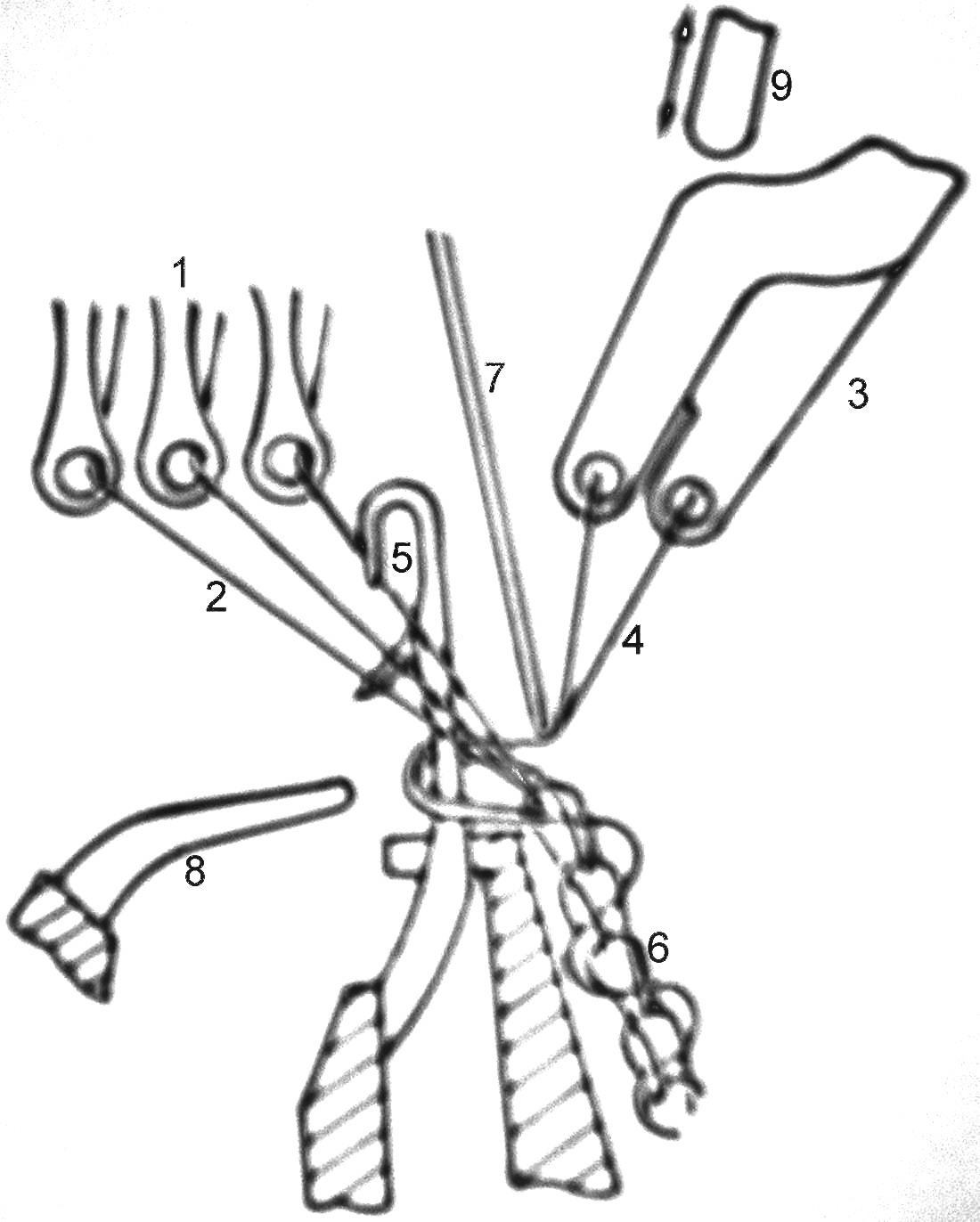
Pletací nástroje na rašlu
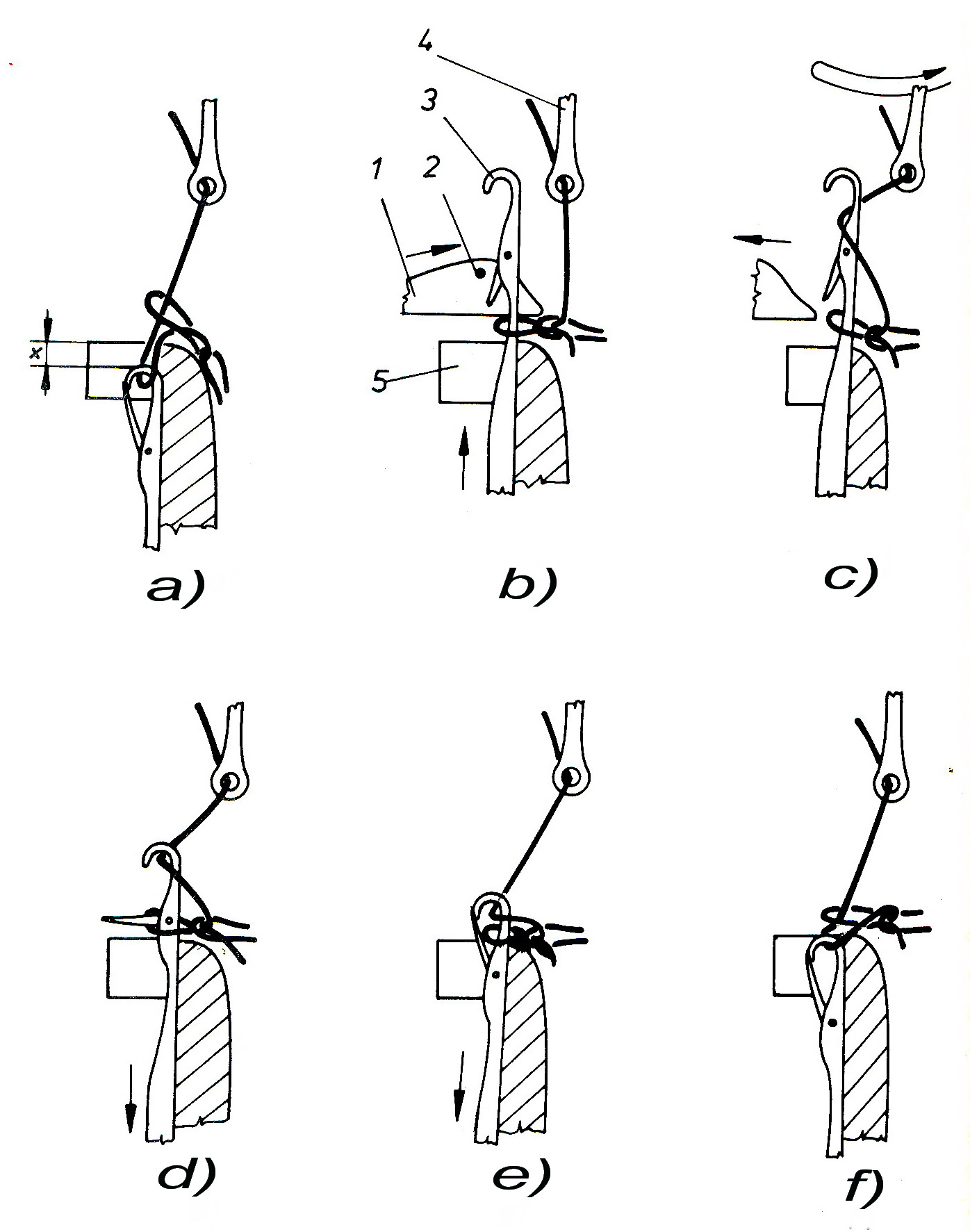
Postup pletení na rašlu
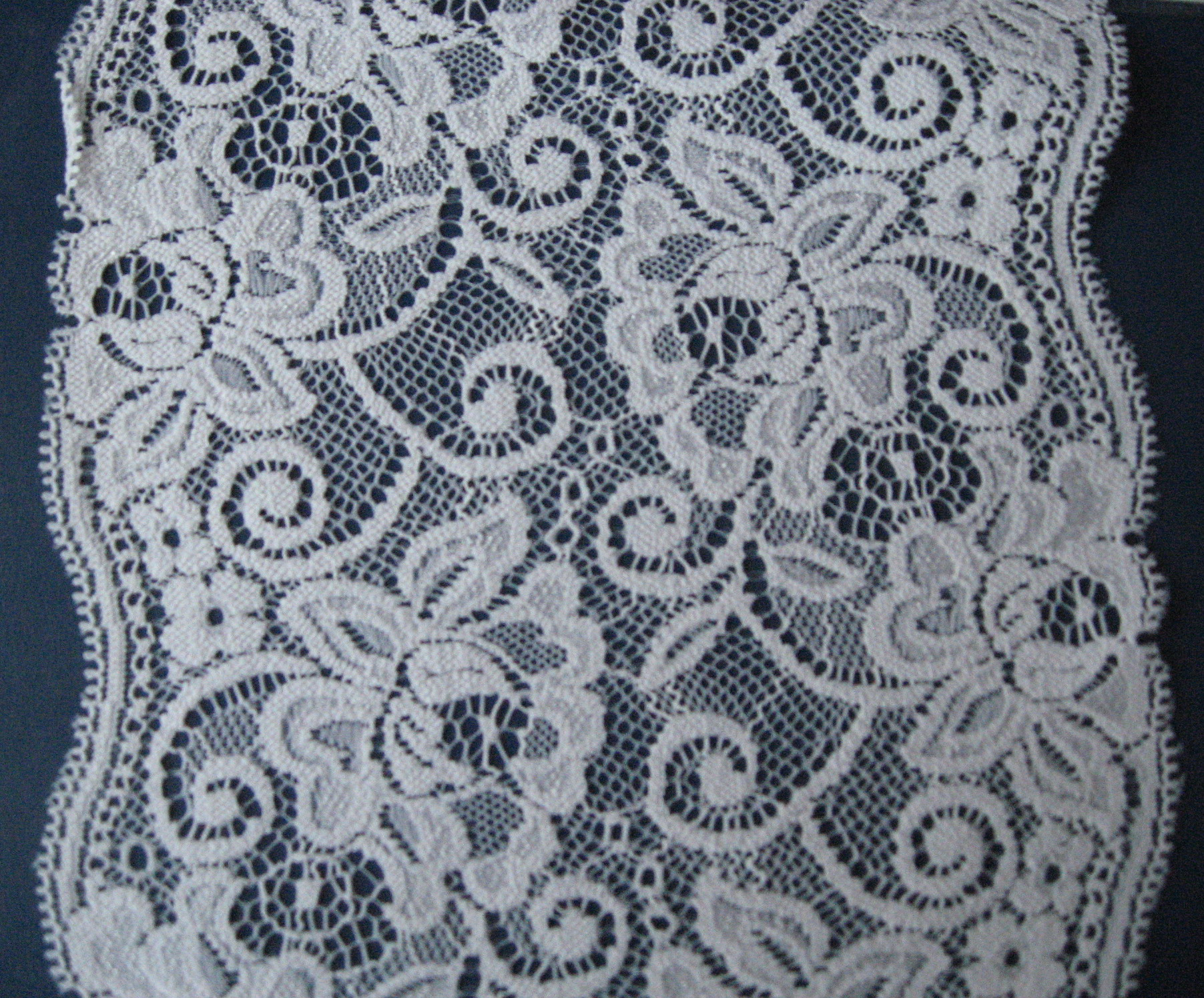
Krajka zhotovená na rašlu
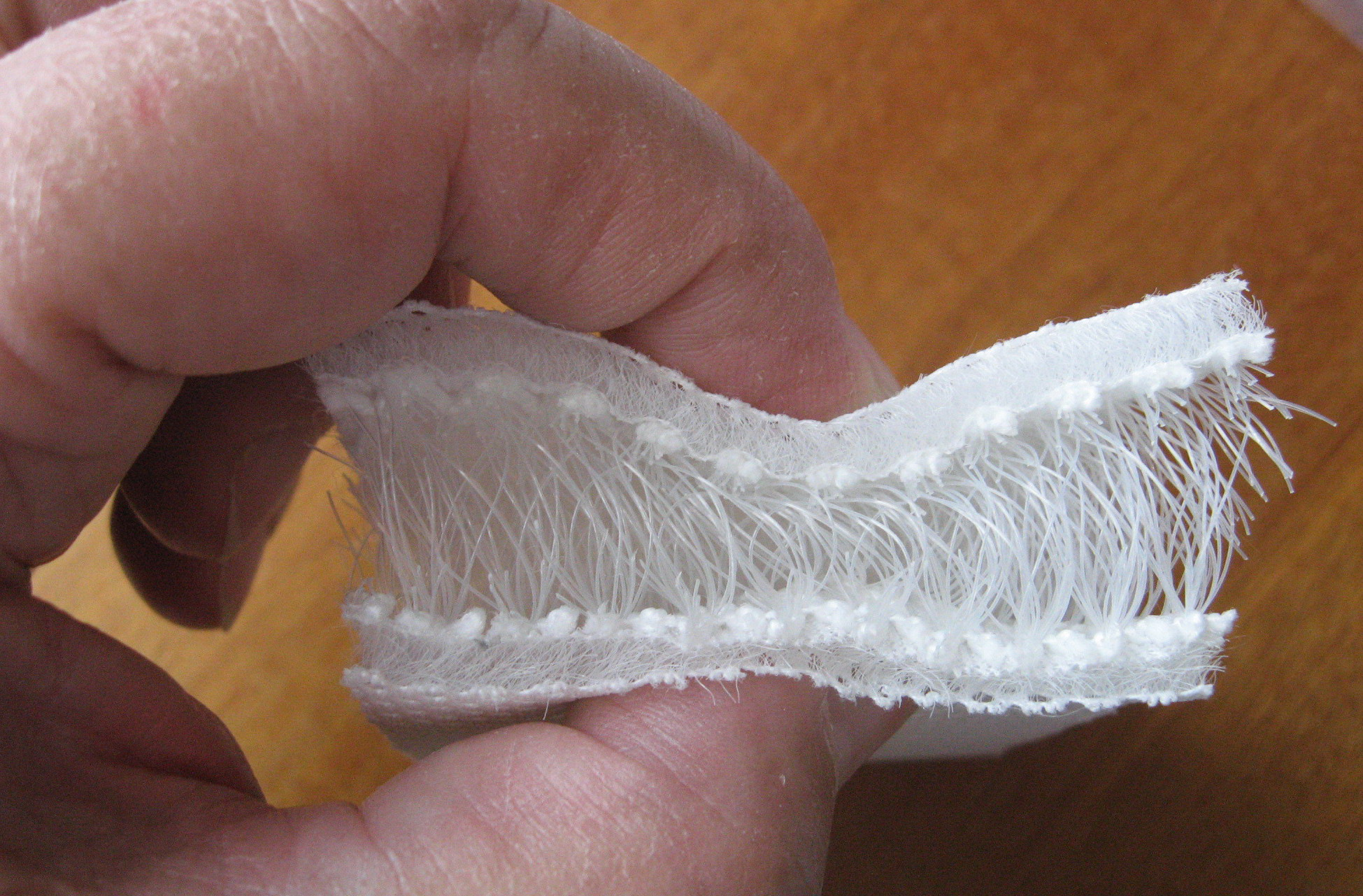
Distanční rašlová pletenina